# Trond Nymark
Trond Nymark (Bergen, Noruega, 28 de diciembre de 1978) es un atleta noruego, especialista en la prueba de 50 km marcha, con la que llegó a ser campeón mundial en 2009.

## Carrera deportiva
En el Mundial de Berlín 2009 gana la medalla de oro en los 50 km marcha, con un tiempo de 3:41:16 que supuso récord nacional noruego, por delante del español Jesús Ángel García y del polaco Grzegorz Sudoł.